# Дохолян, Грачик Мкртычевич
Грачик Мкртычевич Дохолян (21 сентября 1955, Тбилиси — 19 декабря 2022, Курган) —   советский и российский врач. Заведующий отделением, врач — детский хирург хирургического отделения ГБУ «Курганская областная детская клиническая больница имени Красного Креста». Заслуженный врач Российской Федерации (2016).

## Биография
Грачик Мкртычевич Дохолян родился 21 сентября 1955 года в городе Тбилиси Грузинской ССР, ныне город — столица Грузии.
Определенную роль в выборе будущей профессии сыграла болезнь матери. Она рано умерла. Среди родственников много медицинских работников. У Грачика есть сестра.
Служил в рядах Советской Армии. Был демобилизован в ноябре, когда набор в институт был уже окончен, поэтому поступил на педиатрический факультет. Посещал хирургический кружок. В 1982 году окончил Алтайский государственный медицинский институт имени Ленинского комсомола.
С 1982 года работал в Курганской областной детской клинической больнице имени Красного Креста.
На протяжении многих лет занимался проблемами, связанными с ожогами пищевода у детей и их последствиями. Под его руководством в операционном блоке ГБУ «КОДКБ им. Красного Креста» активно применяется новый современный и эффективный метод лечения, такой как бужирование пищевода, позволяющий сократить сроки лечения пациентов c трех до двух недель. При врожденной патологии у детей он проводил прямые ретроградные бужирования пищевода. Занимался проблемой ранней диагностики остеомиелита с целью предупреждения возникновения осложнений при данной патологии у детей. Оказывал экстренную помощь новорожденным детям, являясь консультантом по детской хирургии родовспомогательных учреждений города Кургана и Курганской области. 
Преподавал в институте на базе Курганского научно-исследовательского института экспериментальной и клинической ортопедии и травматологии.
В 2005 году подготовил методическое руководство для врачей-хирургов по лечению химических ожогов пищевода. Данная проблема изложена в печатной работе XXXVII научно-практической конференции врачей Курганской области, посвященной 60-летию Победы в Великой Отечественной войне. Методика лечения химических ожогов пищевода, активно используется и применяется врачами, оказывающими медицинскую помощь детям с заболеваниями хирургического профиля.
За свою трудовую деятельность он подготовил 20 специалистов здравоохранения. 
Регулярно выступал с докладами на научно-практических конференциях города Кургана и Курганской области по проблемам профилактики и ранней диагностики хирургических заболеваний несовершеннолетних детей, оказывал консультативную, организационно-методическую, практическую помощь врачам общей лечебной сети городских и областных медицинских организаций.
Имел высшую квалификационную категорию и сертификат по специальности «Детская хирургия».
Грачик Мкртычевич Дохолян скончался от тяжёлой болезни в 6 часов утра 19 декабря 2022 года в реанимационном отделении Курганской областной больницы в городе Кургане Курганской области. Прощание было 21 декабря в Свято-Троицком соборе города Кургана.

## Награды и звания
- Заслуженный врач Российской Федерации (17 ноября 2016)[7][8]
- Нагрудный знак «Отличник здравоохранения» (2008)
- Почетная грамота Министерства здравоохранения и социального развития Российской Федерации (2006)
- Почётный гражданин Курганской области (3 февраля 2023) — за выдающиеся заслуги в развитии отраслей экономики и социальной сферы, способствующие повышению известности и авторитета Курганской области
- Благодарственное письмо Губернатора Курганской области (2002, 2005)
- Благодарственное письмо Курганской областной Думы (2012)
- Портрет был занесён в галерею «Курганцы — гордость города», 25 июня 2020 года,за достижения в сфере здравоохранения[9][10]
- Нагрудный знак «Почётный пенсионер», 19 февраля 2021 года, Российская партия пенсионеров за социальную справедливость[11]

## Семья, увлечения
Грачик Дохолян был женат. Сын Артур Дохолян.
В свободное время любил готовить, играл на гитаре.